# پتر واکوچ
پتر واکوچ (چکی: Petr Vakoč؛ زادهٔ ۱۱ ژوئیهٔ ۱۹۹۲) دوچرخه‌سوار اهل جمهوری چک است.
از باشگاه‌هایی که در آن بازی کرده‌است می‌توان به تیم کوئیک‌استپ فلورز اشاره کرد.
وی در مسابقات کشوری و بین‌المللی در مجموع برندهٔ ۲ مدال طلا، ۱ مدال برنز شده‌است.